# Konrad Krajewski
Konrad Krajewski (Łódź, 25 november 1963) is een Pools geestelijke en een kardinaal van de Rooms-Katholieke Kerk, werkzaam voor de Romeinse Curie.
Krajewski volgde het seminarie van Łódź. Hij werd op 11 juni 1988 priester gewijd. Vervolgens studeerde hij aan de katholieke universiteit van Lublin en aan het Liturgisch Instituut San Anselmo in Rome, waar hij in 1993 een licentiaat in liturgie behaalde. Hij vervolgde zijn studie aan de Pauselijke Universiteit Sint Thomas van Aquino, waar hij in 1995 afstudeerde in theologie. Vervolgens keerde hij terug naar Polen waar hij enige tijd werkzaam was als pastoraal werker.
In 1998 keerde Krajewski terug naar Rome en trad in dienst bij de Romeinse Curie. Hij was werkzaam bij het bureau voor pauselijke ceremonies. Op 3 augustus 2013 werd hij benoemd tot apostolisch aalmoezenier van het bureau voor Pauselijke Liefdadigheid en tot titulair aartsbisschop van Beneventum; zijn bisschopswijding vond plaats op 17 september 2013.
Krajewski werd tijdens het consistorie van 28 juni 2018 kardinaal gecreëerd. Hij kreeg de rang van kardinaal-diaken. Zijn titeldiakonie werd de Santa Maria Immacolata all’Esquilino; het was de eerste keer dat deze kerk als titeldiakonie werd aangemerkt.
In 2019 sloot Krajewski een door 400 immigranten en vluchtelingen (waaronder 98 kinderen) gekraakt kantoorpand in Rome weer aan op het elektriciteitsnet. Zonder stroom en warmte hadden zij een beroep gedaan op Krajewski. Daarbij kreeg hij kritiek van premier Matteo Salvini "het aanmoedigen van illegaal handelen is geen goed signaal". Krajewski reageerde door aan te geven dat hij zowel de elekticiteitsrekeningen van het kantoorpand als die van Salvini wilde betalen.
Het bureau voor Pauselijke Liefdadigheid werd in 2022 opgeheven bij de invoering van de apostolische constitutie Praedicate Evangelium. De taken en bevoegdheden van het bureau werden toegewezen aan de nieuw ingestelde dicasterie voor de Dienst van Naastenliefde, waarvan Krajewski de eerste prefect werd.
In het kader van de inspanningen van paus Franciscus bij de Russisch-Oekraïense vredesonderhandelingen sinds 2022 bezocht de kardinaal op 29 juni in Oekraïne het overstroomde Cherson na de verwoesting van de Kachovkadam.
- Gemeinsame Normdatei: 1165798891
- International Standard Name Identifier: 0000 0004 3701 4107
- Nationale Bibliotheek van Polen: a0000002839837
- Nederlandse Thesaurus van Auteursnamen: 152794301
- Istituto Centrale per il Catalogo Unico: RMBV239738
- Virtual International Authority File: 310666275
- WorldCat: E39PBJqfCQDCddDCvVQ6Q4ryVC